# Pluton łącznikowy nr 12

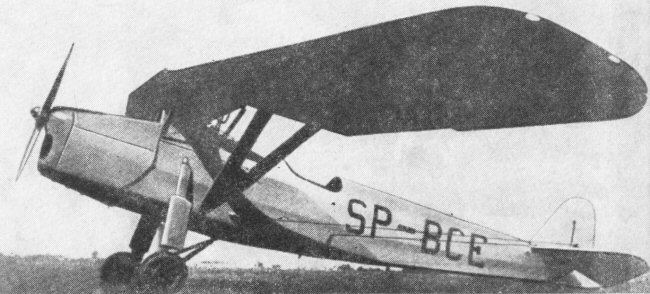
RWD-8 – samolot łącznikowy

Pluton łącznikowy nr 12 – pododdział lotnictwa łącznikowego Wojska Polskiego w II Rzeczypospolitej.
Pluton nie występował w organizacji pokojowej wojska. Był jednostką formowaną na podstawie planu mobilizacyjnego „W”, w I rzucie mobilizacji powszechnej. Jednostką mobilizującą był 6 Pułk Lotniczy we Lwowie.
Formowanie jednostki plutonu rozczęto 31 sierpnia 1939 roku, pierwszego dnia mobilizacji powszechnej, na lotnisku Skniłów. Pododdział został zorganizowany według „etatu” L.3085/mob.org. – organizacja wojenna plutonu łącznikowego o stanie 14 żołnierzy, w tym 1 oficera, 6 podoficerów i 7 szeregowców. Na wyposażeniu plutonu znajdowały się trzy samoloty szkolne RWD-8. Dowódcą plutonu był porucznik rezerwy pilot Jan Kaleta.
Zgodnie z przyjętym Ordre de Bataille lotnictwa i OPL pluton miał wejść w skład Odwodu Naczelnego Wodza.
W czasie kampanii wrześniowej pluton został oddany do dyspozycji dowódcy Brygady Bombowej.
Według niepotwierdzonych relacji jego piloci latali na korzyść X i VI dywizjonu bombowego.